# Kartal, Pesta
Kartal  este un sat în districtul Aszód, județul Pesta, Ungaria, având o populație de 5.672 de locuitori (2011). 

## Demografie
Componența etnică a satului Kartal
     Maghiari (98,73%)
     Necunoscut (0,44%)
     Alții (0,83%)
Componența confesională a satului Kartal
     Romano-catolici (65,57%)
     Fără religie (4,8%)
     Reformați (3,17%)
     Luterani (2,59%)
     Necunoscută (23,18%)
     Alte religii (2,49%)
Conform recensământului din 2011, satul Kartal avea 5.672 de locuitori. Din punct de vedere etnic, majoritatea locuitorilor (98,73%) erau maghiari. Apartenența etnică nu este cunoscută în cazul a 0,44% din locuitori.  Din punct de vedere confesional, majoritatea locuitorilor (65,57%) erau romano-catolici, existând și minorități de persoane fără religie (4,8%), reformați (3,17%) și luterani (2,59%). Pentru 23,18% din locuitori nu este cunoscută apartenența confesională.